# Utsökningsbalken
Utsökningsbalken är en beteckning på flera olika lagar i Sverige och Finland från 1734 till idag, relaterade till utsökning.

## 1734 års utsökningsbalk
Utsökningsbalken var en av nio balkar i 1734 års lag, nummer åtta i ordningen. Bestämmelserna i denna ersattes senare av Utsökningslagen av 10 augusti 1877.

## 1981 års utsökningsbalk
Utsökningsbalken från 1981 är gällande lag i Sverige idag.

## Finland
I Finland finns Utsökningsbalk (författningsnummer 15.6.2007/705).

## På andra projekt
- Wikisource har originalverk som rör Utsökningsbalken 1734.